# Tapeworm
I Tapeworm era un defunto side project dei Nine Inch Nails esistito in varie forme tra il 1995 e il 2004.

## Storia del gruppo
Il gruppo non hai mai realizzato alcuna registrazione ma è stato frequentemente menzionato in varie interviste. La band partì come side-project tra il frontman dei NIN Trent Reznor e i membri live Danny Lohner e Charlie Clouser. Nel corso degli anni il gruppo si espande ed evolve numerose volte e include artisti come Maynard James Keenan, Atticus Ross e Alan Moulder trasformando quindi il progetto in un super gruppo. Dopo anni di voci su un possibile tour, Reznor annuncia la fine del progetto nel 2004.

## Formazione
Musicisti citati come partecipanti alle registrazioni dei Tapeworm:
- Phil Anselmo (Pantera, Down, Superjoint Ritual) - voce, chitarra
- Charlie Clouser (Nine Inch Nails) - synth
- Josh Freese (A Perfect Circle, The Vandals, Nine Inch Nails, Guns N' Roses, Ashes Divide) - batteria
- Toni Halliday (Curve)[1]
- Page Hamilton (Helmet) - voce, chitarra
- Maynard James Keenan (Tool, A Perfect Circle, Puscifer) - voce
- Danny Lohner (Nine Inch Nails, A Perfect Circle, Black Light Burns, Skrew) - basso elettrico, chitarra, tastiere
- Alan Moulder (Produttore)[2]
- Trent Reznor (Nine Inch Nails, How to Destroy Angels) - voce, synth
- Atticus Ross (12 Rounds, Error, How to Destroy Angels) - synth
- Tommy Victor (Prong, Danzig, Ministry)
- Zack De La Rocha (Rage Against the Machine, One Day as a Lion) - voce